# 오픈 모바일 연합
오픈 모바일 연합 또는 오픈 모바일 얼라이언스(Open Mobile Alliance, OMA)는 휴대 전화 산업을 위한 개방형 표준을 개발하는 표준화 기구이다.

## 역사
OMA는 일부 애플리케이션 프로토콜을 다루고 있는 산업 포럼의 증진에 응하기 위해 2002년 6월 설립되었다.
장비 및 모바일 시스템 제조업체와 같은 전통적인 무선 산업 구성원들로는 에릭슨, 톰슨, 화웨이, ZTE, Reti Radiotelevisive Digitali, 노키아, 오픈웨이브, 소니, 필립스, 모토로라, 삼성그룹, LG전자, 텍사스 인스트루먼트, 퀄컴이 포함되고, 이동통신 사업자로는 보다폰, 오랑주, T-모바일, LG유플러스 등이 있고, 소프트웨어 업체로는 마이크로소프트, 썬 마이크로시스템즈, IBM, 오라클 (기업), 심비안, 셀틱(Celltick), Expway, Mformation, 이노패스(InnoPath), 모티브가 포함된다.

## 다른 표준화 기구와의 관계
OMA는 사양이 겹치는 일을 막는다는 기초 하에 다른 표준화 기구들과 협력하고 있다:
- 3GPP
- 3GPP2
- 국제 인터넷 표준화 기구
- W3C

## 표준 사양
OMA는 수많은 사양을 관리하고 있으며 여기에는 다음을 포함한다.
- 브라우저 앤드 콘텐트(탐색 사양): 과거 명칭: 무선 애플리케이션 프로토콜. 현재 판에서는 이 사양들은 XHTML 모바일 프로파일에 필수적으로 의존한다.
- MMS 사양 (멀티미디어 메시징)
- OMA DRM 사양 (디지털 권리 관리)
- OMA IMPS 사양 (과거 명칭: 와이어리스 빌리지)
- OMA SIMPLE IM 인스턴트 메시징. SIP-SIMPLE 기반. (세션 개시 프로토콜 참고)
- OMA CAB Converged Address Book, a social address book service standard.
- OMA CPM Converged IP Messaging, the underlying enabler for Rich Communication Services.
- OMA LAWMO (OMA LAWMO) Specifications for Lock and Wipe functionality LAWMO.
- OMA LWM2M (OMA LWM2M) Specifications for Lightweight Machine to Machine functionality.
- OMA Client Provisioning (OMA CP) specification for Client 프로비저닝.
- OMA Data Synchronization (OMA DS) specification for Data Synchronization using SyncML.
- OMA Device Management (OMA DM) specification for 모바일 단말 관리 using SyncML.
- OMA BCAST specification for Mobile Broadcast Services.
- OMA RME specification for Rich Media Environment.
- OMA OpenCMAPI Connection Management APIs[1]
- OMA PoC specification for Push to talk Over Cellular ("PoC").
- OMA Presence SIMPLE specification for Presence based on SIP-SIMPLE (세션 개시 프로토콜 참고).
- OMA 서비스 환경
- FUMO 펌웨어 업데이트
- SUPL, Secure User Plane Location Protocol,[2] an IP-based service for A-GPS on handsets
- MLP, an IP-based protocol for obtaining the position/location of mobile handset
- WAP1, Wireless Application Protocol 1, 5-layer stack of protocols[3]
- OMA LOCSIP Location in SIP/IP Core[4]

## 같이 보기
- OMA PAG
- 리모 재단
- 오픈 핸드셋 얼라이언스
- 모바일 운영 체제
- V&D Labs
- 3GPP